# 林錦章
林錦章（1982年12月17日—），為台灣的棒球選手之一，前中華職棒中信鯨隊，守備位置為外野手。

## 經歷
- 台東縣信義國小少棒隊
- 台東縣泰源國中青少棒隊
- 高雄縣高苑工商青棒隊
- 輔仁大學棒球隊
- 中信鯨隊代訓球員
- 中華職棒中信鯨隊（2008年1月－2008年11月11日）
- 台北縣成棒隊（2009年4月3日－2010年12月）
- 三峽少棒隊客座打擊教練(2009年10月13日－)
- 新北市成棒隊（2010年12月－2013年12月）

## 職棒生涯成績
| 年度   | 球隊   | 出賽 | 打數 | 安打 | 全壘打 | 打點 | 盜壘 | 四死 | 三振 | 壘打數 | 雙殺打 | 打擊率 |
| ------ | ------ | ---- | ---- | ---- | ------ | ---- | ---- | ---- | ---- | ------ | ------ | ------ |
| 2008年 | 中信鯨 | 69   | 193  | 36   | 3      | 14   | 3    | 18   | 43   | 55     | 6      | 0.187  |
| 合計   | 1年    | 69   | 193  | 36   | 3      | 14   | 3    | 18   | 43   | 55     | 6      | 0.187  |

- 成績累績至2008年10月10日

## 外部連結
- 林錦章在台灣棒球維基館上的頁面（繁體中文）
- 球員資訊和成績在中華職棒官網（中文）